# Portrait de Julia, Lady Peel
Le Portrait de Julia, Lady Peel est un portrait peint en 1827 par l'artiste anglais Sir Thomas Lawrence représentant Julia Peel, l'épouse depuis 1820 du politicien Sir Robert Peel. Lorsqu'elle a été représentée par Lawrence, son mari était ministre de l'Intérieur et il a ensuite occupé le poste de Premier ministre pendant deux mandats.
Le tableau a été exposé à l'Exposition d'été de la Royal Academy de Londres en 1827. Il a  été vendu par le petit-fils du modèle en 1896. La toile fait maintenant partie de la Frick Collection à New York, depuis son achat par Henry Clay Frick en 1904.